# Шабанхаджай, Дардан
Дардан Шабанхаджай (нем. Dardan Shabanhaxhaj; род. 23 апреля 2001, Грац) — австрийский и косовский футболист, нападающий российского клуба «Рубин».

## Клубная карьера
Воспитанник клубов ГАК, АКА ХИБ Либнау и «Штурм». В 2019 году дебютировал за дублирующий состав «Штурма». 28 июня 2020 года в матче против венского «Рапида» дебютировал в австрийской Бунделсиге. Летом 2021 года Шабанхаджай на правах аренды перешёл в «Капфенберг». 22 августа в матче против ГАКа сыграл первый матч во второй австрийской Бундеслиге. 24 октября в поединке против «Санкт-Пёльтена» забил свой первый гол за «Капфенберг».
Летом 2022 года Шабанхаджай перешёл в словенскую «Муру» на правах аренды. 17 июля в матче против столичной «Олимпии» дебютировал в чемпионате Словении. 13 августа в поединке против «Табора» забил свой первый гол за «Муру». По окончании аренды клуб выкупил трансфер игрока. 25 января 2024 года присоединился к казанскому «Рубину».